# Gerard Rabelink
G.C.G.M. (Gerard) Rabelink (12 september 1953) is een Nederlands bestuurder en partijloos politicus.

## Loopbaan
Vanaf 1975 zat hij meer dan 20 jaar in het lager onderwijs; enkele jaren als leraar maar vooral als (interim)directeur van meerdere scholen. Verder is hij ook al lange tijd actief in de lokale politiek. Vanaf 1994 zat hij als lid van de lokale partij WOS (Werkgroep Oud Gastel Stampersgat) in de gemeenteraad van Oud en Nieuw Gastel. Toen die gemeente in 1997 opging in de nieuwe gemeente Halderberge zat hij vanaf die fusie tot 2003 ook daar in de gemeenteraad. Daarnaast was hij in die gemeente van 1999 tot 2003 wethouder.
In de zomer van 2003 werd Rabelink benoemd tot burgemeester van de toenmalige Limburgse gemeente Maasbree hoewel hij geen lid is van een landelijke partij. In januari 2009 werd Rabelink benoemd per 15 maart 2009 tot burgemeester van Schouwen-Duiveland. Hij kreeg als burgemeester landelijke bekendheid door de toespraak die hij op 1 februari 2018 hield tijdens de nationale herdenking van de Watersnood van 1953, die gehouden werd op het terrein van het Watersnoodmuseum in zijn gemeente. In mei 2020 stopte hij als burgemeester van Schouwen-Duiveland. Vanaf 12 mei 2020 is Jack van der Hoek burgemeester van Schouwen-Duiveland.
Na de Provinciale Statenverkiezingen van 2023 werd Rabelink door de BoerBurgerBeweging (BBB) gevraagd om te verkennen voor een vorming van een coalitie in de provincie Zeeland. Hij adviseerde een coalitie te vormen van BBB, SGP, CDA en VVD.